# موتور جعفر بامري
موتور جعفر بامري (بالإنجليزية: Mowtowr-e Jafar Bamri)‏ هي منطقة سكنية تقع في سيستان وبلوتشستان في إيران. يقدر عدد سكانها بـ 29 نسمة .